# آبانو ترمه
آبانو ترمه (به لاتین: Abano Terme) یک چشمه آب گرم در ایتالیا با جمعیت ۱۹٬۰۶۲ نفر است که در استان پادووا واقع شده‌است.